# Elezioni comunali in Veneto del 2010
Il 28 e il 29 marzo 2010 (con ballottaggio il 13 e 14 aprile) in Veneto si tennero le elezioni per il rinnovo di numerosi consigli comunali.

## Venezia

### Venezia
| Candidati e Liste                       | Voti    | %      | Seggi |
| --------------------------------------- | ------- | ------ | ----- |
| Giorgio Orsoni                          | 75.403  | 51,13  | -     |
| Partito Democratico                     | 37.027  | 28,89  | 17    |
| Italia dei Valori                       | 8.628   | 6,73   | 4     |
| Unione di Centro - Lista Civica         | 5.824   | 4,54   | 2     |
| Con Bettin in Comune                    | 4.816   | 3,76   | 2     |
| Partito Socialista Italiano             | 4.800   | 3,75   | 2     |
| Federazione della Sinistra              | 4.244   | 3,31   | 1     |
| Salvadori per Venezia e Mestre          | 353     | 0,28   | -     |
| Renato Brunetta                         | 62.833  | 42,61  | 1     |
| Il Popolo della Libertà                 | 29.179  | 22,77  | 9     |
| Lega Nord                               | 14.297  | 11,16  | 4     |
| Brunetta Sindaco                        | 8.499   | 6,63   | 2     |
| Amici Popolari                          | 876     | 0,68   | -     |
| Alleanza di Centro-Democrazia Cristiana | 817     | 0,64   | -     |
| Partito Pensionati                      | 688     | 0,54   | -     |
| Marco Gavagnin                          | 4.608   | 3,12   | 1     |
| Movimento 5 Stelle                      | 4.189   | 3,27   | -     |
| Michele Boato                           | 1.677   | 1,14   | -     |
| Ecologisti e Radicali                   | 1.343   | 1,05   | -     |
| Alfredo Scibilia                        | 1.272   | 0,86   | -     |
| Una Grande Città                        | 1.123   | 0,88   | -     |
| Enrico Bressan                          | 552     | 0,37   | -     |
| Fare                                    | 510     | 0,40   | -     |
| Enzo Tataranni                          | 513     | 0,35   | -     |
| Partito Comunista dei Lavoratori        | 474     | 0,37   | -     |
| Alberto Gardin                          | 387     | 0,26   | -     |
| Indipendenza Veneta                     | 310     | 0,24   | -     |
| Francesco Mario D'Elia                  | 220     | 0,15   | -     |
| Movimento Autonomo Venezia e Mestre     | 168     | 0,13   | -     |
| Totale alle liste                       | 128.165 | 100,00 | 44    |
| TOTALE                                  | 147.465 | 100,00 | 46    |

### Portogruaro
| Candidati e Liste                           | Voti   | %      | Seggi |
| ------------------------------------------- | ------ | ------ | ----- |
| Antonio Bertoncello                         | 7.707  | 50,58  | -     |
| Portogruaro che Vogliamo                    | 2.474  | 18,18  | 5     |
| I Cittadini per Antonio Bertoncello Sindaco | 1.743  | 12,81  | 4     |
| Città per l'Uomo                            | 840    | 6,17   | 1     |
| Alleanza per l'Italia                       | 572    | 4,20   | 1     |
| Portogruaro per la Pace                     | 570    | 4,19   | 1     |
| Italia dei Valori                           | 335    | 2,46   | -     |
| Partito Socialista Italiano                 | 284    | 2,09   | -     |
| Angelo Tabaro                               | 6.924  | 45,44  | 1     |
| Il Popolo della Libertà                     | 3.455  | 25,39  | 5     |
| Tabaro Sindaco per Portogruaro              | 1.324  | 9,73   | 1     |
| Lega Nord                                   | 1.075  | 7,90   | 1     |
| Unione di Centro                            | 336    | 2,47   | -     |
| Italia Attiva                               | 35     | 0,26   | -     |
| Graziano Padovese                           | 349    | 2,29   | -     |
| Città del Lemene                            | 340    | 2,50   | -     |
| Andrea Buffon                               | 180    | 1,18   | -     |
| Federazione della Sinistra                  | 158    | 1,16   | -     |
| Giorgio Bellinazzi                          | 78     | 0,51   | -     |
| Movimento per Portogruaro Indipendente      | 69     | 0,51   | -     |
| Totale alle liste                           | 13.610 | 100,00 | 19    |
| TOTALE                                      | 15.238 | 100,00 | 20    |

## Treviso

### Castelfranco Veneto
| Candidati e Liste               | Voti   | %      | Seggi |
| ------------------------------- | ------ | ------ | ----- |
| Luciano Dussin                  | 7.005  | 36,93  | -     |
| Lega Nord                       | 5.872  | 33,82  | 17    |
| Casa del Cittadino              | 430    | 2,48   | 1     |
| Donata Sartor                   | 6.796  | 35,83  | 1     |
| Partito Democratico             | 3.003  | 17,29  | 3     |
| Lista Donata Sartor             | 2.057  | 11,85  | 2     |
| Italia dei Valori               | 823    | 4,74   | 1     |
| Sinistra Ecologia Libertà-Altri | 257    | 1,48   | -     |
| Lorenzo Milani                  | 4.522  | 23,84  | 1     |
| Il Popolo della Libertà         | 2.014  | 11,60  | 2     |
| Vivere Castelfranco             | 1.788  | 10,30  | 2     |
| Unione di Centro                | 526    | 3,03   | -     |
| Diana Villanova                 | 308    | 1,62   | -     |
| Progetto Castelfranco           | 286    | 1,65   | -     |
| Simone Marconato                | 213    | 1,12   | -     |
| Federazione della Sinistra      | 193    | 1,11   | -     |
| Giovanni D'Aprile               | 123    | 0,65   | -     |
| L'Altra Italia                  | 115    | 0,66   | -     |
| Totale alle liste               | 17.364 | 100,00 | 28    |
| TOTALE                          | 18.967 | 100,00 | 30    |